# 陳寧 (明初御史)
陳寧（14世纪—1380年），初名陳亮，洪武賜名陳寧，茶陵县人，明朝初年官员，因胡惟庸案被诛杀。

## 生平
元朝末年，其为鎮江小吏，后跟随朱元璋大军至金陵，擔任一名將軍的幕僚。朱元璋看到其起草的檄文寫得非常好，就考他，要他寫檄文，文章雄壯，於是朱元璋任命陳寧为行省掾吏。当时陳寧奉命到淮安征兵，到高郵时被张士诚部队俘虜，陳寧不屈，后被放还，升任广德知府，其代民請求減免賦稅，没有批准。于是其自己上奏朱元璋道：“民间饥荒如此，还征税不已，这是要把百姓驱赶到张士诚那裏去。”朱元璋于是答应他的要求。后任樞密院都事、提刑按察司僉事、浙東按察使、中書參議，当时有人说其过错，朱元璋亲自审问，后招认，并在應天监狱中監禁一年。当时朱元璋惜才，于是免除其罪过，任命太倉市舶提舉。
洪武元年（1368年），召拜司農卿，后担任首任兵部尚書。次年，出任松江知府，单安仁接任兵部尚书。同年九月，改任山西行省参政、临洮府同知。同年十月，改任中书省左参政，管理礼部、户部、吏部。赐名宁。
洪武三年（1370年），因连坐而任苏州知府。后改任浙江行省參政，未赴任前由胡惟庸推荐，召为御史中丞，后兼任國子監事，升任右御史大夫、左御史大夫。
陈宁在苏州时征收赋税非常苛刻，经常用烙铁烧人，迫人給錢，当时官吏百姓都深受其苦，称其为“陳烙鐵”。到金陵任職時，更加苛刻，朱元璋经常指责陳寧，陳寧仍不悔改。其子陳孟麟亦数次劝诫，陳寧大怒，竟然捶打陳孟麟数百下，直到打死。朱元璋听后非常厌恶陳寧，称：“陳寧对其子都如此，那么对君父（我）又会怎樣呢？！”陳寧听后非常恐惧，于是与胡惟庸通谋。洪武十三年（1380年），因为胡惟庸案案发，陳寧伏诛。